# Ciclo della risposta sessuale umana

Grafico del ciclo in lingua inglese

Il ciclo di risposta sessuale umana è un modello a quattro stadi di risposte fisiologiche alla stimolazione sessuale, che, in ordine di comparsa, sono eccitamento, plateau, orgasmo e fase di risoluzione. Brevemente è possibile affermare che il ciclo inizia con l'erezione del pene negli uomini e la lubrificazione vaginale nelle donne, fenomeni mantenuti e alimentati nella fase di plateau, che portano al raggiungimento dell'orgasmo, per poi finire nella risoluzione. Questo modello di risposta fisiologica è stato formulato per la prima volta da William H. Masters e Virginia E. Johnson, nel loro libro del 1966 Human Sexual Response.

## Fase di eccitazione
La fase di eccitazione è la prima fase del ciclo di risposta sessuale umana, che si verifica a seguito di stimoli erotici fisici o mentali. Durante questa fase, il corpo si prepara al rapporto sessuale.

## Fase di plateau
La fase di plateau è il periodo di eccitazione sessuale prima dell'orgasmo. Tale fase è caratterizzata da un aumento della frequenza cardiaca e respiratoria in entrambi i sessi, dall'aumento del piacere sessuale, con aumento della stimolazione, e dall'intensificazione della tensione muscolare.

## Fase dell'orgasmo
La terza fase, detta orgasmica, è limitata a pochi secondi durante i quali si scarica la tensione della congestione vasale e dell'ipertonia muscolare, prodotte dallo stimolo sessuale. L'orgasmo è sperimentato sia da maschi che da femmine, ponendo fine alla fase di plateau del ciclo di risposta sessuale. L'orgasmo è accompagnato da rapidi cicli di contrazione muscolare nei muscoli pelvici inferiori, che circondano sia l'ano che gli organi sessuali primari.
Negli uomini, l'orgasmo è solitamente associato all'eiaculazione.
Gli orgasmi, nelle donne, possono variare ampiamente da individuo a individuo. Sono comunemente associati ad un aumento della lubrificazione vaginale, un irrigidimento delle pareti vaginali e un piacere generale.  Per alcune donne esiste anche la possibilità di una vera e propria eiaculazione femminile e/o la possibilità di raggiungere orgasmi multipli.

## Fase di risoluzione
L'ultima fase, detta di risoluzione, è un periodo involutivo di perdita della tensione che riporta l'individuo ad uno stato di non stimolazione. Le donne hanno la capacità di tornare ad un'altra esperienza orgasmica in qualsiasi momento della fase di risoluzione, qualora sottoposte ad uno stimolo adeguato. Per l'uomo, invece, la fase di risoluzione comporta un periodo di refrattarietà. Infatti, solo dopo aver superato questo periodo, l'uomo potrà nuovamente essere stimolato e intraprendere così un nuovo rapporto sessuale.